# Gregoriusturm

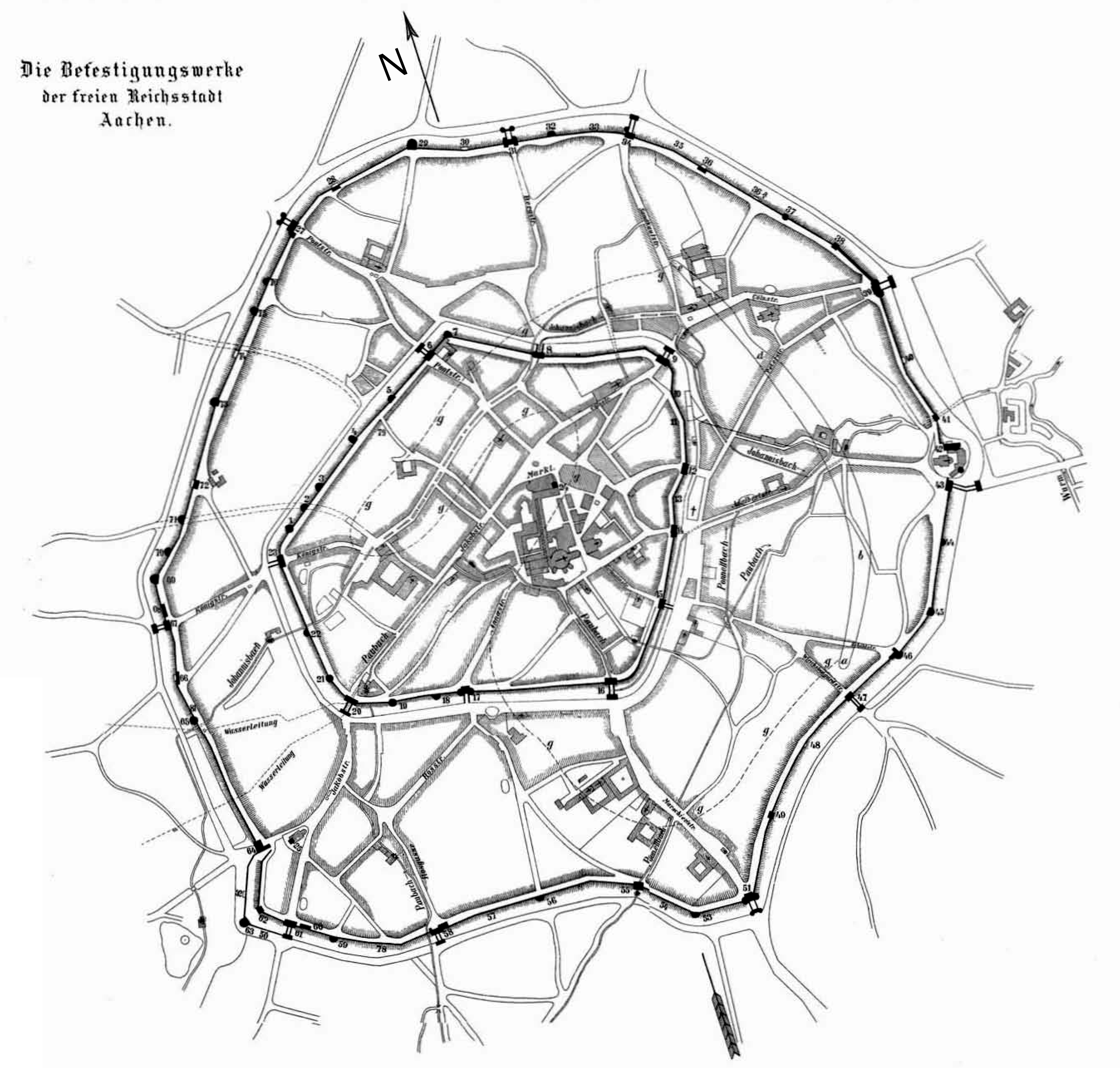
Overzicht van de vestingwerken in Aken. Nummer 73 is de Gregoriusturm.

De Gregoriusturm (ook St. Jöristurm of Georgsturm genoemd) was een weertoren en maakte deel uit van de tussen 1300 en 1350 gebouwde buitenste stadsmuren van de Duitse stad Aken. De waltoren bestaat niet meer.

## Locatie
De Gregoriusturm stond in het westnoordwesten van de buitenste ringmuur tussen de Königstor (in het zuidwesten) en de Ponttor (in het noordoosten), ongeveer daar waar de Turmstraße over de spoorbaan voert. Tussen de Gregoriusturm en de Königstor stonden ook de Langer Turm, de Burtscheider Turm en de Beguinenturm. Tussen de Gregoriusturm en de Ponttor bevonden zich de Bongartsturm en de Krückenturm.

## Geschiedenis
De bouwdatum van de Gregoriusturm is niet bekend, maar deze zal net als de Langer Turm vroeg in de 14e eeuw gebouwd zijn, aangezien dit gedeelte van de stadsmuur in het noordwesten van de stad vanwege de voor een aanval op de stad gunstige omgeving als een van de eerste gedeelten van de tweede ringmuur gebouwd werd.
In de Gregoriusturm werden in de 18e eeuw de 15 kanonnen bewaard die Aken toen nog had. Na de verovering van Aken in 1793 door de Fransen werden de kanonnen in beslag genomen en naar Parijs getransporteerd.
De sloop van de toren vond plaats in twee fasen. In 1810 werden de boven de muurkroon reikende delen van de toren afgebroken. In een tweede stap in 1850 verdween het gebouw volledig.

## Beschrijving
De Gregoriusturm was een ronde toren met 15,2 meter in doorsnee en daarmee groter dan alle andere weertorens van de buitenste stadsmuur. Het had een rechthoekige voorbouw (stadszijde) met een breedte van 13,7 meter en een diepte van 13,3 meter.
De toren bezat twee bovenverdiepingen. Terwijl de onderste verdieping alleen getraliede vensters en drie schietgaten had, had de eerste verdieping meer dan vier schietgaten. Aan de stadszijde was er aanvullend een venster en een brede deur aangebracht, die toegang door de muur mogelijk maakte. De toegang tot de beide verdiepingen was via een wenteltrap. Een haard op de eerste verdieping van het gebouw stelde de spaarzame faciliteiten van de ruimte voor.
De bovenste etage was vergelijkbaar met de daaronder liggende. De toegang was via een wenteltrap. Een groot venster verving de plek van de deur op de onderste etage. Meerdere schietgaten waren er voorhanden.